# Джалюк, Иван Павлович
Иван Павлович Джалюк (1863—1918) — русский военачальник, генерал-майор.

## Биография
Родился 3 января 1863 года в православной крестьянской семье Подольской губернии.
Образование получил в Воронежском реальном училище (4 класса).
В военную службу вступил 9 марта 1882 года. Окончил Чугуевское пехотное юнкерское училище. Выпущен в 142-й пехотный Звенигордский полк.
Подпоручик (ст. 15.03.1886). Поручик (ст. 15.03.1890). Штабс-капитан (ст. 15.07.1893). Есаул (ст. 06.05.1900). Был командиром сотни, затем — начальником Баталпашинской местной команды.
Войсковой старшина (пр. 1906; ст. 07.02.1906; за отличие). Командир отдельного батальона. Командующий 11-м Кубанским пластунским льготным батальоном (19.09.1906-27.06.1910).
Полковник (пр. 1910; ст. 27.06.1910; за отличие). Командир 2-го Кубанского пластунского батальона (с 27.06.1910). На 1 марта 1914 года — в том же чине и должности. Командир 5-го Кубанского пластунского батальона (до 05.06.1914).
Участник Первой мировой войны. Командир 20-го Туркестанского стрелкового полка (05.06.1914-19.07.1916). Командующий бригадой 11-й пехотной дивизии (19.07.-27.12.1916). Генерал-майор (пр. 27.12.1916) с утверждением в должности. Командир бригады 23-й пехотной дивизии (до 07.09.1917). Начальник 28-й пехотной запасной бригады (с 07.09.1917).
Расстрелян большевиками в Екатеринодаре 2 марта 1918 года. По другим данным — убит разъяренной толпой.

### Семья
- Был женат на Юлии Платоновне Джалюк (в девичестве Бондаревская, 1873—?).[2]
- Сын — Джалюк, Павел Иванович (1895—1968), полковник Русской императорской армии, участник 1-го Кубанского похода.

## Награды
- Награждён орденом Св. Георгия 4-й степени (26 января 1917) и Георгиевским оружием (26 сентября 1916).
- Также награждён орденами Св. Анны 3-й степени (1905); Св. Станислава 2-й степени (1913); Св. Владимира 3-й степени с мечами (1915); мечи к ордену Св. Станислава 2-й степени (1917).